# Polyzoa exigua
Polyzoa exigua är en sjöpungsart som beskrevs av Kott 1990. Polyzoa exigua ingår i släktet Polyzoa och familjen Styelidae. Inga underarter finns listade i Catalogue of Life.